# Miehenpalo
Miehenpalo är en ö i Finland. Den ligger i sjön Porttipahdan tekojärvi och i kommunen Sodankylä i den ekonomiska regionen Norra Lappland och landskapet Lappland, i den norra delen av landet, 900 km norr om huvudstaden Helsingfors. Öns area är 9,8 hektar och dess största längd är 0,6 kilometer i öst-västlig riktning.